# Anselm Audley
Anselm Audley (* 1982) ist ein britischer Fantasy-Autor.

## Leben
Anselm Audley studiert Alte und Neuere Geschichte an der University of Oxford, arbeitete aber bereits als Schüler an seiner epischen Sturmwelt-Saga. Im Alter von 19 Jahren veröffentlichte er den ersten Roman. Die zugehörigen Bände erschienen bisher auf Englisch, Deutsch, Französisch, Italienisch und Spanisch.

## Rezeption
Auqasilva ist eine riesige Wasserwelt mit einem Äquatorumfang von etwa 105.000 km. Die Landmasse ist eher gering und verteilt sich auf acht Kontinente sowie eine Vielzahl von Inseln. Die verschiedenen Königreiche werden auf regionaler Ebene durch Clans verwaltet. Doch alle stehen unter dem Joch der Domäne, der fanatischen Priesterschaft um den Feuergott Ranthas. 

## Werke
- Die Sturmwelt-Saga („Aquasilva Trilogy“, 2001). Blanvalet Verlag, Berlin 2002/05

1. Die Zeit der Ketzer („Heresy“), 2002, ISBN 3-442-24150-2.
2. Die Feuer der Inquisition („Inquisition“, 2002). 2003, ISBN 3-442-24151-0.
3. Der Kreuzzug der Rächer („Crusade“, 2003). Blanvalet, Berlin 2005, ISBN 3-442-24152-9.